# Treble Cross
"Treble Cross" is de 21e aflevering van de televisieserie Captain Scarlet and the Mysterons, een sciencefictionserie waarin gebruikgemaakt wordt van de poppenspeltechniek supermarionation. De aflevering werd voor het eerst uitgezonden op ATV Midlands in Engeland op 23 februari 1968. Qua productievolgorde was dit echter de 29e aflevering.

## Verhaal
Laat in de nacht wordt Majoor Gravener, testpiloot van de Wereld luchtmacht, door zijn chauffeur Harris over een landweg gereden. Voor hen start Captain Black een zware truck en rijdt hem tegemoet. Harris vreest een botsing en rijdt de weg af een meer in. De auto zinkt en Graveners verdronken lichaam komt bovendrijven. De Mysteronringen komen dan en reconstrueren de piloot.
Via een radiobericht laten de Mysterons weten dat ze de hoofdstad van de wereld, Futura City, zullen vernietigen. In Cloudbase waarschuwt Colonel White zijn personeel om extra alert te zijn op aanwijzingen over deze aangekondigde aanval. Ondertussen komen Mitchell en Baxter, twee dokters die net terugkeren van een congres, langs de plaats van Graveners ongeval en bellen een ambulance. Ze geloven dat Gravener nog gereanimeerd kan worden. Hij wordt naar het Slaton ziekenhuis gebracht. In het ziekenhuis vechten de twee voor Graveners leven en hun inspanningen worden beloond: Gravener wordt met succes gereanimeerd.
De volgende dag arriveert de Mysteron-Gravener bij de Slaton luchthaven. Hij beveelt een sergeant om een Xk-107 bombardementsvliegtuig klaar te maken voor vertrek, geladen met een nucleaire kernkop. Dan krijgt de luchthaven echter bericht uit het ziekenhuis dat Gravener daar is opgenomen. De Mysteron-Gravener wil net vertrekken als een paar trucks de startbaan blokkeren. De Mysteronagent probeert ze te ontwijken, maar zijn vliegtuig botst tegen een gebouw en ontploft.
Cloudbase ontdekt dat er twee Graveners waren ten tijde van het ongeluk. Colonel White stuurt Scarlet en Blue naar het Slaton Ziekenhuis. Daar verklaren ze de majoor wat er is gebeurd: omdat hij medisch gezien dood was konden de Mysterons een kopie van hem maken. Deze kopie had ongetwijfeld de opdracht om Futura City plat te gooien. Scarlet verklaart dat Spectrum nu de hulp van Gravener nodig heeft, en deze accepteert dit.
Later vertrekt de echte majoor Gravener vanuit de luchthaven in een andere XK-107. in een Spectrum Saloon op de grond bespreken Scarlet en Blue hoe ze willen proberen de Mysterons om de tuin te leiden door hen te laten denken dat de Gravener in het vliegtuig hun agent is. Graveners reis zal door Spectrum grondtroepen in de gaten worden gehouden. Hopelijk zullen de Mysterons details onthullen van hun plannen om Futura aan te vallen.
Na een tijdje contacteert Captain Black Gravener. Hij geeft de majoor het bevel te landen op de westelijke landingsbaan waar zijn truck op hem wacht. Scarlet en Blue horen het bericht ook en rijden eveneens naar het vliegveld. Scarlet vermoedt dat de Mysteron-Gravener als afleiding moest dienen terwijl de nucleaire kernkop over de weg naar Futura kon worden vervoerd. Blue is ervan overtuigd dat Captain Black eindelijk zal worden gevangen.
De Angeljets vliegen over de Westerse landingsbaan en Black probeert te ontkomen. Hij wordt echter aan alle kanten ingesloten door Spectrum voertuigen. Scarlet beveelt Destiny Angel om hem met waarschuwingsschoten tot stoppen te dwingen. Black rijdt over de landingsbaan net wanneer Gravener land met de XK-107. Dit dwingt Black om tegen een bunker te botsen. Wanneer Scarlet en Blue het wrak doorzoeken, vinden ze in plaats van Black een dode gereconstrueerde Harris.
In Cloudbase erkent Colonel White dat Black wederom aan Spectrum is ontsnapt. Blue vermoed dat Black een soort zesde zintuig heeft voor gevaar. Scarlet merkt echter op dat dit alles wel weer een zwakke plek van de Mysterons heeft onthuld: ze kunnen niet het verschil zien tussen een van hun gereconstrueerde agenten en diens origineel. Deze zwakheid zal zeker tegen ze worden gebruikt in de toekomst.

## Rolverdeling

### Reguliere stemacteurs
- Captain Scarlet — Francis Matthews
- Captain Blue — Ed Bishop
- Colonel White — Donald Gray
- Lieutenant Green — Cy Grant
- Destiny Angel — Liz Morgan
- Captain Black — Donald Gray
- Stem van de Mysterons — Donald Gray

### Gastrollen
- Majoor Gravener — Jeremy Wilkin
- Mitchell — David Healy
- Baxter — Martin King
- Zuster —Liz Morgan
- Sergeant — Gary Files

## Fouten
- Volgens dialogen speelde deze aflevering zich af op 10 juni 2068. Op deze datum zouden echter ook Winged Assassin en Flight to Atlantica zich afspelen.
- De rode knop op het paneel van Destiny Angels straaljager veranderd van locatie tussen een scène van haar in de cockpit en een close-up van haar hand.

## Trivia
- "Treble Cross" is de tweede aflevering waarin Spectrum bijna Captain Black vangt. Een flashback aan de eerste aflevering waarin dit gebeurde, "Manhunt", is verwerkt in deze aflevering.
- De Dr. Mitchell pop werd later gebruikt voor Matthew Harding in de serie The Secret Service. Daarvoor werd hij ook gebruikt in de aflevering Place of Angels en vier afleveringen van Joe 90.